# Microvoluta intermedia
Microvoluta intermedia is een slakkensoort uit de familie van de Volutomitridae. De wetenschappelijke naam van de soort is voor het eerst geldig gepubliceerd in 1890 door Dall.